# Adrian Severin
Adrian Severin (ur. 28 marca 1954 w Bukareszcie) – rumuński polityk, wykładowca akademicki, były wicepremier i minister, poseł do Parlamentu Europejskiego VI i VII kadencji.

## Życiorys
Z wykształcenia prawnik. Zajął się działalnością naukową, w 1999 został wykładowcą Universitatea Titu Maiorescu w Bukareszcie. W połowie lat 80. rozpoczął działalność w stowarzyszeniach prawniczych, udzielając się w krajowych i międzynarodowych trybunałach arbitrażowych przy izbach handlowych (w tym w Słowenii i na Malcie).
Należał do Frontu Ocalenia Narodowego, następnie do Partii Demokratycznej. Tę ostatnią opuścił w 1999, angażując się w działalność Partii Socjaldemokratycznej. W 2000 został koordynatorem instytutu studiów socjaldemokratycznych.
Od 1990 do 2007 sprawował mandat posła do rumuńskiej Izby Deputowanych. Reprezentował krajowy parlament w Zgromadzeniu Parlamentarnym Rady Europy (w tym jako jego wiceprzewodniczący w latach 1995–1996 i ponownie w okresie 2003–2006). Przez kilka lat stał też na czele Zgromadzenia Parlamentarnego Organizacji Bezpieczeństwa i Współpracy w Europie. Parokrotnie pełnił funkcje w administracji rządowej. Był wicepremierem i ministrem ds. stosunków z parlamentem (od 1990 do 1991), a następnie przez rok przewodniczącym agencji ds. prywatyzacji i rozwoju małych i średnich przedsiębiorstw. Ponownie w skład rządu wchodził w latach 1996–1997 jako wicepremier i minister spraw zagranicznych.
Od 2005 był obserwatorem w Parlamencie Europejskim. 1 stycznia 2007 objął mandat eurodeputowanego, utrzymał go w wyborach w tym samym roku. W wyborach w 2009 skutecznie ubiegał się o reelekcję. W VII kadencji został wiceprzewodniczącym nowej grupy Postępowego Sojuszu Socjalistów i Demokratów, a także członkiem Komisji Spraw Zagranicznych.
W 2011 dziennikarze gazety „The Sunday Times” dokonali prowokacji dziennikarskiej. Oferowali eurodeputowanym korzyści majątkowe do 100 tys. euro rocznie w zamian za forsowanie w Europarlamencie poprawek korzystnych dla ich fikcyjnego przedsiębiorstwa finansowego. Adrian Severin znalazł się wśród tych, którzy wyrazili zgodę na taką współpracę, informował kontrahenta o zgłoszeniu poprawki, wystawiając za to rachunek. Po ujawnieniu tej sprawy (w tym nagrań) oświadczył, iż wyraził zgodę tylko na usługi konsultingowe.

## Odznaczenia
- Kawaler Orderu Wiernej Służby (2002, odebrany w 2019)[3]